# Фрог-Крік (Вісконсин)
Фрог-Крік (англ. Frog Creek) — місто (англ. town) в США, в окрузі Вошберн штату Вісконсин. Населення — 127 осіб (2020).

## Демографія
Згідно з переписом 2010 року, у місті мешкало 130 осіб у 59 домогосподарствах у складі 38 родин. Було 102 помешкання
Расовий склад населення:
| - 97,7 % — білих - 0,8 % — чорних або афроамериканців |

До двох чи більше рас належало 1,5 %. Частка іспаномовних становила 0,0 % від усіх жителів.
За віковим діапазоном населення розподілялося таким чином: 18,5 % — особи молодші 18 років, 67,7 % — особи у віці 18—64 років, 13,8 % — особи у віці 65 років та старші. Медіана віку мешканця становила 45,5 року. На 100 осіб жіночої статі у місті припадало 94,0 чоловіків;  на 100 жінок у віці від 18 років та старших — 96,3 чоловіків також старших 18 років.
Середній дохід на одне домашнє господарство  становив 51 672 долари США (медіана — 43 281), а середній дохід на одну сім'ю — 58 016 доларів (медіана — 44 792). Медіана доходів становила 41 667 доларів для чоловіків та 35 313 долари для жінок. За межею бідності перебувало 12,1 % осіб, у тому числі 6,7 % дітей у віці до 18 років та 6,7 % осіб у віці 65 років та старших.
Цивільне працевлаштоване населення становило 65 осіб. Основні галузі зайнятості: роздрібна торгівля — 36,9 %, виробництво — 21,5 %, науковці, спеціалісти, менеджери — 9,2 %, освіта, охорона здоров'я та соціальна допомога — 9,2 %.